# Eutelsat 172B
Eutelsat 172B est un satellite géostationnaire de télécommunications de l'opérateur européen Eutelsat. Lancé le premier juin 2017 par Ariane 5 sur une Orbite de transfert géostationnaire, ce satellite construit par Space Systems (Airbus) sur la base de la plate-forme Eurostar 3000 innove par son système de mise en orbite finale. Il utilise des moteurs à plasma qui lui ont permis de circulariser son orbite en consommant six fois moins de carburant (en masse) qu'un moteur d'apogée chimique. S'il n'est pas le premier satellite à utiliser cette technique, ses moteurs puissants lui ont permis de réaliser cette opération en quatre mois, contre sept pour les précédents.
La vitesse estimée du satellite sur son orbite est de 3,07 km/s soit 11 052 km/h.